# Acharob Yohannan
Acharob Yohannan (thailändisch อัชร๊อบ ยูฮันนั้น, * 6. Mai 1996) ist ein thailändischer Fußballspieler.

## Karriere
Acharob Yohannan stand bis 2020 beim Rangsit United FC unter Vertrag. Der Verein spielte in der vierten Liga, der Thai League 4. Hier trat der Verein in der Bangkok Metropolitan Region an. Seit 2021 steht er bei Customs United unter Vertrag. Der Verein aus Samut Prakan spielt in der zweithöchsten thailändischen Liga, der Thai League 2. Sein Zweitligadebüt für die Customs gab er am 10. März 2021 im Heimspiel gegen den Chainat Hornbill FC. Hier stand er in der Startelf und spielte die kompletten 90 Minuten.